# Alexander Allerson
Alexander Allerson (Ostróda, 19 maggio 1930) è un attore cinematografico tedesco.

## Filmografia
- Fuga da Mauthausen (Mensch und Bestie), regia di Edwin Zbonek (1963)
- Begegnung in Salzburg, regia di Max Friedmann (1964)
- Rififi internazionale (Du rififi à Paname), regia di Denys de La Patellière (1966)
- Joko - Invoca Dio... e muori, regia di Antonio Margheriti (1968)
- I lunghi giorni delle aquile (Battle of Britain), regia di Guy Hamilton (1969)
- Uomini e filo spinato (The McKenzie Break), regia di Lamont Johnson (1970)
- Mattatoio 5 (Slaughterhouse-Five), regia di George Roy Hill (1972)
- Versuchung im Sommerwind, regia di Rolf Thiele (1972)
- Più forte, ragazzi!, regia di Giuseppe Colizzi (1972)
- Ludwig, regia di Luchino Visconti (1973)
- Il mio nome è Nessuno, regia di Tonino Valerii (1973)
- Who? - L'uomo dai due volti (Who?), regia di Jack Gold (1974)
- Voglio solo che voi mi amiate (Ich will doch nur, daß ihr mich liebt), regia di Rainer Werner Fassbinder (1976) - film TV
- Nessuna festa per la morte del cane di Satana (Satansbraten), regia di Rainer Werner Fassbinder (1976)
- Roulette cinese (Chinesisches Roulette), regia di Rainer Werner Fassbinder (1976)
- L'ombra degli angeli (Schatten der Engel), regia di Daniel Schmid (1976)
- Despair, regia di Rainer Werner Fassbinder (1978)
- Lili Marleen, regia di Rainer Werner Fassbinder (1981)

## Doppiaggio
- Kang in I Simpson